# 2001 H.O.T. LIVE CONCERT - H.O.T. FOREVER
"2001 H.O.T. LIVE CONCERT - H.O.T. FOREVER"은 그룹 H.O.T.의 5집 발표를 기반으로 개최된 해체 이전 마지막 콘서트이다. 팬덤 내에서는 227 콘서트로 약칭하기도 한다.

## 개요
당초 2001년 1월 18일부터 21일까지 4일에 걸쳐 공연을 열 예정이었던 H.O.T.는 멤버 이재원의 발뒤꿈치 부상으로 인해 차질을 빚게 되어 공연기획사와 상의한 끝에 공연을 2월 23일부터 27일로 연기되었다. 하지만 공연을 불과 일주일 앞두고 공연지로 예정되어 있던 올림픽체조경기장이 폭설로 인해 지붕이 일부 무너지게 되면서 콘서트는 또 다시 차질을 빚게 되고 이에 따라 SM 엔터테인먼트 측은 5일간의 콘서트 티켓량을 수습하기 위해 서울올림픽주경기장으로 공연지를 변경하게 된다. 5일로 예정되어 있던 공연이 1일로 단축되면서 공연 6일 전부터 콘서트를 보기 위해 모여든 팬들로 인해 일대 혼란이 빚어지기도 하였고 SM 엔터테인먼트와 서울기획은 이 사태를 수습하기 위해 "이미 예매 티켓을 갖고 있는 팬들의 번호를 그대로 주경기장에서 사용할 수 있도록 하겠다"며 지정좌석제로 전환하여 분란을 막았다. 1000여명의 팬들이 공연 일주일 전부터 공연장 앞에서 공연을 보기 위해 노숙까지 벌이는 진풍경이 벌어지는 등의 막강한 영향력에 힘입어 KBS 《뉴스투데이》에서도 본 공연 현장을 취재하기도 하였다.

## 투어 일정
| 일정            | 도시 | 국가     | 장소               | 관객 수  |
| --------------- | ---- | -------- | ------------------ | -------- |
| 2001년 2월 27일 | 서울 | 대한민국 | 서울올림픽주경기장 | 80,000명 |

## 세트 리스트
- Opening VCR -

- Effect Show -
- 아이야 (I Yah!)
- Medley #1

1. 투지 (Git It Up!)
2. 전사의 후예 (폭력시대)
3. You Got Gun

- Ment -
- Medley #2

1. 환희 (It's Been Raining Since You Left Me)
2. 신비 (Delight)

- N.B.K. (Natural Born Killer)

- VCR #2 - 
- Time Will Tell

- Ment -

- VCR #3 - 
- Livin' La Vida Loca[2](토니 안 Solo)

- VCR #4 - 
- Boom! Shake The Room[3](이재원 Solo)
- Medley #3

1. We Are The Future
2. OP.T (Operation Takeover)

- VCR #5 -
- Only You[4](강타 Solo)

- Ment -
- Right Here Waiting[5](강타 Solo)

- Ment -
- 행복 (Full Of Happiness) - With Fan (강타 Solo)

- Ment -
- Let It Be[6](강타 Solo)

- VCR #6 -
- Scartch Show (장우혁 Solo)
- Good Bye 이젠 (Good Bye For The Last) (장우혁 Solo With 토니 안)

- VCR #7 -
- Persia Black Hole (문희준 Solo)

- VCR #8 -
- For 연가 (A Song For Lady)
- Medley #4

1. 행복 (Full Of Happiness)
2. 빛 (Hope)_Rearranged

- Ment -

- VCR #9 -
- My Mother

- Ment -
- 너와 나 (You& I)
- 그래 그렇게 (We Can Do It)

- Encore -
- Outside Castle

## 특이사항 및 에피소드
- 2001년 초부터 SM 엔터테인먼트와 재계약 여부에 관심이 쏠렸던 가운데 당시 재계약 대상이었던 토니 안, 장우혁, 이재원 등 세 멤버가 계약 조건에 불만을 가져 콘서트 연습에 불참했다는 기사가 퍼진 바 있으나 이는 멤버들의 해명서에 의해 허위 사실로 드러났다.
- 공연 6일 전부터 노숙을 하는 등 몰려드는 팬들로 인해 교육부가 조퇴금지령을 발표했고, 공연 당일 서울지하철이 연장운행 했다.
- 이 공연은 2018년 재결합 이전까지 H.O.T.가 가진 마지막 무대가 되었으며, 3개월 뒤인 2001년 5월 13일 장우혁, 토니안, 이재원이 소속사를 이전하면서 H.O.T.는 공식적으로 해체되었다.

## 제작
- 주최 : SM 엔터테인먼트
- 기획 : 서울기획